# الأنيسي
الأنيسي (باللاتينية: Anisian)، وهي أول مرحلة من فترة الثلاثي الأوسط، حيث تمتد من (247.2) إلى (~242) مليون سنة مضت.
| العصر    | الفترة   | المرحلة    | أهم الأحداث | البداية (م.س.مضت) |
| -------- | -------- | ---------- | --- | ----------------- |
| الجوراسي | المبكر   | الهتانجي   | أحدث | أحدث              |
| الثلاثي  | المتأخر  | الرايتاني  | - أحداث جيولوجية: تكون جبال الأنديز في أميركا الجنوبية. وتكون الجبال السيمرية في آسيا. وبداية تكون جبال رانجيتاتا في نيوزيلندا. نهاية حركة تكون جبال هنتر-بوين في شمال أستراليا، وكوينزلاند ونيوساوث ويلز (تقريبا قبل 260 - 225 مليون سنة). - أحداث حيوية : أصبحت الأركوصورات مثل أشباه السوكيات مهيمنة في البر، أما في الهواء فقد هيمنت التيروصورات. وقد نشأت الديناصورات كذلك من الأركوصورات ثنائية الأرجل. هيمنة الإكتيوصورات والنوتوصورات (مجموعة من العظائيات الزعنفية) على الحيوانات البحرية الكبيرة. أصبحت كلبيات الأسنان أصغر حجمًا وأكثر نشاطا بالليل، لتصبح في النهاية أول الثدييات الحقيقية، بينما انقرضت مندمجات الأقواس الأخرى المتبقية. أنتشرت الرنكوصورات (أقارب الأركوصورات). ظلت السرخسيات البذرية المسماة ديكروديوم [الإنجليزية] شائعة في غندوانا، قبل أن تحل محلها عاريات البذور المتقدمة. كثرت البرمائيات الكبيرة مثل مقسومات الفقار. شاعت الأمونيتات السيراتيتيدية بشكل كبير. ظهرت المرجانيات الحديثة والأسماك العظمية، وكذلك العديد من رتب من الحشرات الحديثة ورتبها الفرعية. ظهور نجم البحر. حدث الكارناني الممطر حوالي 234-232 مليون سنة سمح للديناصورات الأولى والعظايا الحرشفية (بما في ذلك منقاريات الرأس) بالانشار. حدث انقراض الثلاثي-الجوراسي منذ 201 مليون سنة، مما أدى إلى محو جميع مخروطيات الأسنان وآخر نظيرات الزواحف، والعديد من الزواحف البحرية (على سبيل المثال جميع العظائيات الزعنفية باستثناء البليزوصورات وجميع الإكتيوصورات باستثناء صغيرات الحوض)، وجميع التماسيح باستثناء أشباه التمساحيات، والتيروصورات، والديناصورات، والعديد من الأمونيتات (بما في ذلك السيراتيتيدا بأكملها)، وذوات الصدفتين، وعضديات الأرجل، والشعاب المرجانية والإسفنج. ظهور الدياتومات. | ≈205.7            |
| الثلاثي  | المتأخر  | النوري     | - أحداث جيولوجية: تكون جبال الأنديز في أميركا الجنوبية. وتكون الجبال السيمرية في آسيا. وبداية تكون جبال رانجيتاتا في نيوزيلندا. نهاية حركة تكون جبال هنتر-بوين في شمال أستراليا، وكوينزلاند ونيوساوث ويلز (تقريبا قبل 260 - 225 مليون سنة). - أحداث حيوية : أصبحت الأركوصورات مثل أشباه السوكيات مهيمنة في البر، أما في الهواء فقد هيمنت التيروصورات. وقد نشأت الديناصورات كذلك من الأركوصورات ثنائية الأرجل. هيمنة الإكتيوصورات والنوتوصورات (مجموعة من العظائيات الزعنفية) على الحيوانات البحرية الكبيرة. أصبحت كلبيات الأسنان أصغر حجمًا وأكثر نشاطا بالليل، لتصبح في النهاية أول الثدييات الحقيقية، بينما انقرضت مندمجات الأقواس الأخرى المتبقية. أنتشرت الرنكوصورات (أقارب الأركوصورات). ظلت السرخسيات البذرية المسماة ديكروديوم [الإنجليزية] شائعة في غندوانا، قبل أن تحل محلها عاريات البذور المتقدمة. كثرت البرمائيات الكبيرة مثل مقسومات الفقار. شاعت الأمونيتات السيراتيتيدية بشكل كبير. ظهرت المرجانيات الحديثة والأسماك العظمية، وكذلك العديد من رتب من الحشرات الحديثة ورتبها الفرعية. ظهور نجم البحر. حدث الكارناني الممطر حوالي 234-232 مليون سنة سمح للديناصورات الأولى والعظايا الحرشفية (بما في ذلك منقاريات الرأس) بالانشار. حدث انقراض الثلاثي-الجوراسي منذ 201 مليون سنة، مما أدى إلى محو جميع مخروطيات الأسنان وآخر نظيرات الزواحف، والعديد من الزواحف البحرية (على سبيل المثال جميع العظائيات الزعنفية باستثناء البليزوصورات وجميع الإكتيوصورات باستثناء صغيرات الحوض)، وجميع التماسيح باستثناء أشباه التمساحيات، والتيروصورات، والديناصورات، والعديد من الأمونيتات (بما في ذلك السيراتيتيدا بأكملها)، وذوات الصدفتين، وعضديات الأرجل، والشعاب المرجانية والإسفنج. ظهور الدياتومات. | ≈227.3            |
| الثلاثي  | المتأخر  | الكارني    | - أحداث جيولوجية: تكون جبال الأنديز في أميركا الجنوبية. وتكون الجبال السيمرية في آسيا. وبداية تكون جبال رانجيتاتا في نيوزيلندا. نهاية حركة تكون جبال هنتر-بوين في شمال أستراليا، وكوينزلاند ونيوساوث ويلز (تقريبا قبل 260 - 225 مليون سنة). - أحداث حيوية : أصبحت الأركوصورات مثل أشباه السوكيات مهيمنة في البر، أما في الهواء فقد هيمنت التيروصورات. وقد نشأت الديناصورات كذلك من الأركوصورات ثنائية الأرجل. هيمنة الإكتيوصورات والنوتوصورات (مجموعة من العظائيات الزعنفية) على الحيوانات البحرية الكبيرة. أصبحت كلبيات الأسنان أصغر حجمًا وأكثر نشاطا بالليل، لتصبح في النهاية أول الثدييات الحقيقية، بينما انقرضت مندمجات الأقواس الأخرى المتبقية. أنتشرت الرنكوصورات (أقارب الأركوصورات). ظلت السرخسيات البذرية المسماة ديكروديوم [الإنجليزية] شائعة في غندوانا، قبل أن تحل محلها عاريات البذور المتقدمة. كثرت البرمائيات الكبيرة مثل مقسومات الفقار. شاعت الأمونيتات السيراتيتيدية بشكل كبير. ظهرت المرجانيات الحديثة والأسماك العظمية، وكذلك العديد من رتب من الحشرات الحديثة ورتبها الفرعية. ظهور نجم البحر. حدث الكارناني الممطر حوالي 234-232 مليون سنة سمح للديناصورات الأولى والعظايا الحرشفية (بما في ذلك منقاريات الرأس) بالانشار. حدث انقراض الثلاثي-الجوراسي منذ 201 مليون سنة، مما أدى إلى محو جميع مخروطيات الأسنان وآخر نظيرات الزواحف، والعديد من الزواحف البحرية (على سبيل المثال جميع العظائيات الزعنفية باستثناء البليزوصورات وجميع الإكتيوصورات باستثناء صغيرات الحوض)، وجميع التماسيح باستثناء أشباه التمساحيات، والتيروصورات، والديناصورات، والعديد من الأمونيتات (بما في ذلك السيراتيتيدا بأكملها)، وذوات الصدفتين، وعضديات الأرجل، والشعاب المرجانية والإسفنج. ظهور الدياتومات. | ≈237              |
| الثلاثي  | الأوسط   | اللاديني   | - أحداث جيولوجية: تكون جبال الأنديز في أميركا الجنوبية. وتكون الجبال السيمرية في آسيا. وبداية تكون جبال رانجيتاتا في نيوزيلندا. نهاية حركة تكون جبال هنتر-بوين في شمال أستراليا، وكوينزلاند ونيوساوث ويلز (تقريبا قبل 260 - 225 مليون سنة). - أحداث حيوية : أصبحت الأركوصورات مثل أشباه السوكيات مهيمنة في البر، أما في الهواء فقد هيمنت التيروصورات. وقد نشأت الديناصورات كذلك من الأركوصورات ثنائية الأرجل. هيمنة الإكتيوصورات والنوتوصورات (مجموعة من العظائيات الزعنفية) على الحيوانات البحرية الكبيرة. أصبحت كلبيات الأسنان أصغر حجمًا وأكثر نشاطا بالليل، لتصبح في النهاية أول الثدييات الحقيقية، بينما انقرضت مندمجات الأقواس الأخرى المتبقية. أنتشرت الرنكوصورات (أقارب الأركوصورات). ظلت السرخسيات البذرية المسماة ديكروديوم [الإنجليزية] شائعة في غندوانا، قبل أن تحل محلها عاريات البذور المتقدمة. كثرت البرمائيات الكبيرة مثل مقسومات الفقار. شاعت الأمونيتات السيراتيتيدية بشكل كبير. ظهرت المرجانيات الحديثة والأسماك العظمية، وكذلك العديد من رتب من الحشرات الحديثة ورتبها الفرعية. ظهور نجم البحر. حدث الكارناني الممطر حوالي 234-232 مليون سنة سمح للديناصورات الأولى والعظايا الحرشفية (بما في ذلك منقاريات الرأس) بالانشار. حدث انقراض الثلاثي-الجوراسي منذ 201 مليون سنة، مما أدى إلى محو جميع مخروطيات الأسنان وآخر نظيرات الزواحف، والعديد من الزواحف البحرية (على سبيل المثال جميع العظائيات الزعنفية باستثناء البليزوصورات وجميع الإكتيوصورات باستثناء صغيرات الحوض)، وجميع التماسيح باستثناء أشباه التمساحيات، والتيروصورات، والديناصورات، والعديد من الأمونيتات (بما في ذلك السيراتيتيدا بأكملها)، وذوات الصدفتين، وعضديات الأرجل، والشعاب المرجانية والإسفنج. ظهور الدياتومات. | 241.464 ± 0.28    |
| الثلاثي  | الأوسط   | الأنيسي    | - أحداث جيولوجية: تكون جبال الأنديز في أميركا الجنوبية. وتكون الجبال السيمرية في آسيا. وبداية تكون جبال رانجيتاتا في نيوزيلندا. نهاية حركة تكون جبال هنتر-بوين في شمال أستراليا، وكوينزلاند ونيوساوث ويلز (تقريبا قبل 260 - 225 مليون سنة). - أحداث حيوية : أصبحت الأركوصورات مثل أشباه السوكيات مهيمنة في البر، أما في الهواء فقد هيمنت التيروصورات. وقد نشأت الديناصورات كذلك من الأركوصورات ثنائية الأرجل. هيمنة الإكتيوصورات والنوتوصورات (مجموعة من العظائيات الزعنفية) على الحيوانات البحرية الكبيرة. أصبحت كلبيات الأسنان أصغر حجمًا وأكثر نشاطا بالليل، لتصبح في النهاية أول الثدييات الحقيقية، بينما انقرضت مندمجات الأقواس الأخرى المتبقية. أنتشرت الرنكوصورات (أقارب الأركوصورات). ظلت السرخسيات البذرية المسماة ديكروديوم [الإنجليزية] شائعة في غندوانا، قبل أن تحل محلها عاريات البذور المتقدمة. كثرت البرمائيات الكبيرة مثل مقسومات الفقار. شاعت الأمونيتات السيراتيتيدية بشكل كبير. ظهرت المرجانيات الحديثة والأسماك العظمية، وكذلك العديد من رتب من الحشرات الحديثة ورتبها الفرعية. ظهور نجم البحر. حدث الكارناني الممطر حوالي 234-232 مليون سنة سمح للديناصورات الأولى والعظايا الحرشفية (بما في ذلك منقاريات الرأس) بالانشار. حدث انقراض الثلاثي-الجوراسي منذ 201 مليون سنة، مما أدى إلى محو جميع مخروطيات الأسنان وآخر نظيرات الزواحف، والعديد من الزواحف البحرية (على سبيل المثال جميع العظائيات الزعنفية باستثناء البليزوصورات وجميع الإكتيوصورات باستثناء صغيرات الحوض)، وجميع التماسيح باستثناء أشباه التمساحيات، والتيروصورات، والديناصورات، والعديد من الأمونيتات (بما في ذلك السيراتيتيدا بأكملها)، وذوات الصدفتين، وعضديات الأرجل، والشعاب المرجانية والإسفنج. ظهور الدياتومات. | 246.7             |
| الثلاثي  | المبكر   | الأولنكي   | - أحداث جيولوجية: تكون جبال الأنديز في أميركا الجنوبية. وتكون الجبال السيمرية في آسيا. وبداية تكون جبال رانجيتاتا في نيوزيلندا. نهاية حركة تكون جبال هنتر-بوين في شمال أستراليا، وكوينزلاند ونيوساوث ويلز (تقريبا قبل 260 - 225 مليون سنة). - أحداث حيوية : أصبحت الأركوصورات مثل أشباه السوكيات مهيمنة في البر، أما في الهواء فقد هيمنت التيروصورات. وقد نشأت الديناصورات كذلك من الأركوصورات ثنائية الأرجل. هيمنة الإكتيوصورات والنوتوصورات (مجموعة من العظائيات الزعنفية) على الحيوانات البحرية الكبيرة. أصبحت كلبيات الأسنان أصغر حجمًا وأكثر نشاطا بالليل، لتصبح في النهاية أول الثدييات الحقيقية، بينما انقرضت مندمجات الأقواس الأخرى المتبقية. أنتشرت الرنكوصورات (أقارب الأركوصورات). ظلت السرخسيات البذرية المسماة ديكروديوم [الإنجليزية] شائعة في غندوانا، قبل أن تحل محلها عاريات البذور المتقدمة. كثرت البرمائيات الكبيرة مثل مقسومات الفقار. شاعت الأمونيتات السيراتيتيدية بشكل كبير. ظهرت المرجانيات الحديثة والأسماك العظمية، وكذلك العديد من رتب من الحشرات الحديثة ورتبها الفرعية. ظهور نجم البحر. حدث الكارناني الممطر حوالي 234-232 مليون سنة سمح للديناصورات الأولى والعظايا الحرشفية (بما في ذلك منقاريات الرأس) بالانشار. حدث انقراض الثلاثي-الجوراسي منذ 201 مليون سنة، مما أدى إلى محو جميع مخروطيات الأسنان وآخر نظيرات الزواحف، والعديد من الزواحف البحرية (على سبيل المثال جميع العظائيات الزعنفية باستثناء البليزوصورات وجميع الإكتيوصورات باستثناء صغيرات الحوض)، وجميع التماسيح باستثناء أشباه التمساحيات، والتيروصورات، والديناصورات، والعديد من الأمونيتات (بما في ذلك السيراتيتيدا بأكملها)، وذوات الصدفتين، وعضديات الأرجل، والشعاب المرجانية والإسفنج. ظهور الدياتومات. | 249.9             |
| الثلاثي  | المبكر   | الإندوان   | - أحداث جيولوجية: تكون جبال الأنديز في أميركا الجنوبية. وتكون الجبال السيمرية في آسيا. وبداية تكون جبال رانجيتاتا في نيوزيلندا. نهاية حركة تكون جبال هنتر-بوين في شمال أستراليا، وكوينزلاند ونيوساوث ويلز (تقريبا قبل 260 - 225 مليون سنة). - أحداث حيوية : أصبحت الأركوصورات مثل أشباه السوكيات مهيمنة في البر، أما في الهواء فقد هيمنت التيروصورات. وقد نشأت الديناصورات كذلك من الأركوصورات ثنائية الأرجل. هيمنة الإكتيوصورات والنوتوصورات (مجموعة من العظائيات الزعنفية) على الحيوانات البحرية الكبيرة. أصبحت كلبيات الأسنان أصغر حجمًا وأكثر نشاطا بالليل، لتصبح في النهاية أول الثدييات الحقيقية، بينما انقرضت مندمجات الأقواس الأخرى المتبقية. أنتشرت الرنكوصورات (أقارب الأركوصورات). ظلت السرخسيات البذرية المسماة ديكروديوم [الإنجليزية] شائعة في غندوانا، قبل أن تحل محلها عاريات البذور المتقدمة. كثرت البرمائيات الكبيرة مثل مقسومات الفقار. شاعت الأمونيتات السيراتيتيدية بشكل كبير. ظهرت المرجانيات الحديثة والأسماك العظمية، وكذلك العديد من رتب من الحشرات الحديثة ورتبها الفرعية. ظهور نجم البحر. حدث الكارناني الممطر حوالي 234-232 مليون سنة سمح للديناصورات الأولى والعظايا الحرشفية (بما في ذلك منقاريات الرأس) بالانشار. حدث انقراض الثلاثي-الجوراسي منذ 201 مليون سنة، مما أدى إلى محو جميع مخروطيات الأسنان وآخر نظيرات الزواحف، والعديد من الزواحف البحرية (على سبيل المثال جميع العظائيات الزعنفية باستثناء البليزوصورات وجميع الإكتيوصورات باستثناء صغيرات الحوض)، وجميع التماسيح باستثناء أشباه التمساحيات، والتيروصورات، والديناصورات، والعديد من الأمونيتات (بما في ذلك السيراتيتيدا بأكملها)، وذوات الصدفتين، وعضديات الأرجل، والشعاب المرجانية والإسفنج. ظهور الدياتومات. | 251.902 ± 0.024   |
| البرمي   | اللوبنجي | الشانغسنغي | أقدم | أقدم              |